# Kalvtjärnarna, Dalarna
Kalvtjärnarna är en sjö i Älvdalens kommun i Dalarna och ingår i Dalälvens huvudavrinningsområde.